# Brookston (Minnesota)
Brookston es una ciudad ubicada en el condado de St. Louis en el estado estadounidense de Minnesota. En el Censo de 2010 tenía una población de 141 habitantes y una densidad poblacional de 99,53 personas por km².

## Geografía
Brookston se encuentra ubicada en las coordenadas 46°51′55″N 92°36′8″O / 46.86528, -92.60222. Según la Oficina del Censo de los Estados Unidos, Brookston tiene una superficie total de 1.42 km², de la cual 1.42 km² corresponden a tierra firme y (0%) 0 km² es agua.

## Demografía
Según el censo de 2010, había 141 personas residiendo en Brookston. La densidad de población era de 99,53 hab./km². De los 141 habitantes, Brookston estaba compuesto por el 74.47% blancos, el 7.09% eran afroamericanos, el 14.89% eran amerindios, el 0% eran asiáticos, el 0% eran isleños del Pacífico, el 0% eran de otras razas y el 3.55% pertenecían a dos o más razas. Del total de la población el 0% eran hispanos o latinos de cualquier raza.